# Georgina Barcklind
Georgina Vilhelmina Sofia Barcklind, född Hjorth 26 maj 1870 i Hedvig Eleonora församling i Stockholm, död 14 maj 1947 på Höstsol i Täby i Uppland, var en svensk skådespelare. Hon var gift med skådespelaren Carl Barcklind 1900–1912.
Barcklind var elev vid Kungliga teaterns balett 1877–1889 och var hösten 1901 anställd vid Södra Teatern. Hon är begravd på Norra begravningsplatsen utanför Stockholm.

## Teater

### Roller (ej komplett)
| År   | Roll                               | Produktion                                                                      | Regi             | Teater                     |
| ---- | ---------------------------------- | ------------------------------------------------------------------------------- | ---------------- | -------------------------- |
| 1899 | Nunna                              | Den stora sträjken, revy                                                        |                  | Södra Teatern              |
| 1902 | Billy, betjänt hos Sherlock Holmes | Sherlock Holmes Walter Christmas                                                |                  | Svenska teatern, Stockholm |
| 1906 |                                    | Älskaren från Brasilien Lucien Armont                                           |                  | Vasateatern                |
| 1907 |                                    | Vid gamla gatan J.M. Barrie                                                     |                  | Vasateatern                |
| 1908 |                                    | Amatörtjuven (Raffles, The Amateur Cracksman) E. W. Hornung och Eugene Presbrey |                  | Vasateatern                |
| 1908 |                                    | Har ni något att förtulla? Maurice Hennequin                                    |                  | Vasateatern                |
| 1908 | Miss Isaacson                      | Bland bålde riddersmän Harriett Jay                                             | Knut Nyblom      | Vasateatern                |
| 1909 |                                    | Arsène Lupin Francis de Croisset och Maurice Leblanc                            | Knut Nyblom      | Oscarsteatern              |
| 1910 | Colette                            | Sendraget Maurice Hennequin                                                     | Knut Nyblom      | Vasateatern                |
| 1910 | Meta Blauden                       | Löjtnanten som förmyndare Leo Walter Stein                                      | Knut Nyblom      | Vasateatern                |
| 1910 | Jeanne                             | Utan inbjudningskort Tristan Bernard                                            | Knut Nyblom      | Vasateatern                |
| 1910 | En kassörska                       | English spoken Tristan Bernard                                                  | Knut Nyblom      | Vasateatern                |
| 1911 | Mrs Webster                        | Alias Jimmy Valentine Paul Armstrong                                            | Knut Nyblom      | Vasateatern                |
| 1912 | Olivia Olson (Livan)               | Kommanditbolaget Wall, Berger & C:o Einar Fröberg                               | Knut Nyblom      | Vasateatern                |
| 1912 | Madame Favre                       | Den nakna sanningen (The Naked Truth) George Paston och W.B. Maxwell            | Knut Nyblom      | Vasateatern                |
| 1913 | Martha                             | Min herr far Franz Arnold och Victor Arnold                                     | Knut Nyblom      | Vasateatern                |
| 1915 | En kassörska                       | English spoken Tristan Bernard                                                  |                  | Vasateatern                |
| 1916 | Fröken Burke                       | Annonsera! Roi Cooper Megrue och Walter Hackett                                 | Knut Nyblom      | Vasateatern                |
| 1916 | Sidonie Gazel                      | Herkulespillerna Maurice Hennequin                                              |                  | Vasateatern                |
| 1917 | Lina                               | Dollarmiljonen Anders Eje                                                       | Knut Nyblom      | Vasateatern                |
| 1917 | Maria                              | Victor Lundbergs barn Hans Sturm                                                | Knut Nyblom      | Vasateatern                |
| 1917 | Lina                               | En piga bland pigor Ernst Fastbom                                               | Ernst Fastbom    | Vasateatern                |
| 1918 | Renson, kammarjungfru              | Äktenskapskarusellen Langdon Mitchell                                           |                  | Vasateatern                |
| 1920 | Hermine Desmignères                | Äventyret Gaston Arman de Caillavet och Robert de Flers                         | Karl Hedberg     | Dramaten                   |
| 1920 |                                    | Ska vi - eller inte? Jens Locher                                                | Knut Nyblom      | Vasateatern                |
| 1921 | Juliette                           | Borgmästarinnan (La presidente) Maurice Hennequin och Pierre Veber              | Albert Ranft     | Vasateatern                |
| 1921 | Molly                              | Niobe Harry Paulton och Edward Paulton                                          |                  | Vasateatern                |
| 1921 |                                    | Komprometterad Frances Nordstrom                                                | Nils Johannisson | Vasateatern                |
| 1921 | Anne-Marie                         | Hon gav dig ögon Maurice Hennequin och Pierre Veber                             | Knut Nyblom      | Vasateatern                |
| 1921 | Fröken Burke                       | Annonsera! Roi Cooper Megrue och Walter Hackett                                 | Knut Nyblom      | Vasateatern                |
| 1922 | Catharina                          | Varulven Angelo Cana                                                            | Knut Nyblom      | Vasateatern                |
| 1923 | Juliette                           | Andra bröllopsnatten Maurice Hennequin                                          | Knut Nyblom      | Vasateatern                |
| 1923 | Fru Mandry                         | Bläckplumpen Ernest Vajda                                                       | Knut Nyblom      | Vasateatern                |
| 1924 |                                    | Lilla Busses bröllop Richard Kessler                                            | Knut Nyblom      | Vasateatern                |
| 1924 | Sophie                             | Borgmästarinnan (La presidente) Maurice Hennequin och Pierre Veber              | Albert Ranft     | Vasateatern                |
| 1925 | Mamsell Jahr                       | Det stora barndopet Oskar Braaten                                               | Pauline Brunius  | Vasateatern                |
| 1926 | Sophie                             | Borgmästarinnan (La presidente) Maurice Hennequin och Pierre Veber              | Albert Ranft     | Vasateatern                |
| 1928 | Grevinnan Duehjelm                 | Alexander den Store Gustav Esmann                                               |                  | Oscarsteatern              |
| 1929 | Agnes Cushing                      | Vid 37de gatan Elmer Rice                                                       | Svend Gade       | Oscarsteatern              |

## Filmografi
- 1928 – Synd